# Campionato mondiale di scherma 1953
Il Campionato mondiale di scherma del 1953 si è svolto a Bruxelles, in Belgio.
Sono stati assegnati 2 titoli femminili e 6 titoli maschili:
- femminile
  - fioretto individuale
  - fioretto a squadre
- maschile
  - fioretto individuale
  - fioretto a squadre
  - sciabola individuale
  - sciabola a squadre
  - spada individuale
  - spada a squadre

## Risultati

### Uomini
| Evento                          | Oro | Argento | Bronzo                                                                                                 |
| Spada                           | | | |
| Spada individuale (dettagli)    | József Sákovics                                                                                               | Barnabás Berzsenyi                                                                                           | Fiorenzo Marini                                                                                        |
| Spada a squadre (dettagli)      | Italia Giorgio Anglesio Franco Bertinetti Giuseppe Delfino Edoardo Mangiarotti Dario Mangiarotti Carlo Pavesi | Francia Édouard Artigas Daniel Dagallier Maurice Huet Armand Mouyal Jean-Pierre Muller Gérard Rousset        | Svizzera Jules Amez-Droz Richard Amstad Michel Evéquoz Umberto Menegalli Fernand Thiébaud Mario Valota |
| Fioretto                        | | | |
| Fioretto individuale (dettagli) | Christian d'Oriola                                                                                            | Edoardo Mangiarotti                                                                                          | Manlio Di Rosa                                                                                         |
| Fioretto a squadre (dettagli)   | Francia Claude Bancilhon Christian d'Oriola Jacques Lataste Claude Netter Jacques Noël Adrien Rommel          | Italia Giancarlo Bergamini Manlio Di Rosa Roberto Ferrari Edoardo Mangiarotti Renzo Nostini Antonio Spallino | Ungheria Aladár Gerevich József Gyuricza Lajos Maszlay Endre Palócz József Sákovics Endre Tilli        |
| Sciabola                        | | | |
| Sciabola individuale (dettagli) | Pál Kovács | Aladár Gerevich                                                                                              | Rudolf Kárpáti                                                                                         |
| Sciabola a squadre (dettagli)   | Ungheria Tibor Berczelly Aladár Gerevich Rudolf Kárpáti Pál Kovács László Rajcsányi Bertalan Papp             | Italia Gastone Darè Roberto Ferrari Renzo Nostini Domenico Pace Vincenzo Pinton Mauro Racca                  | Polonia Zbigniew Czajkowski Zygmunt Pawlas Leszek Suski Jerzy Pawłowski Wojciech Zabłocki              |

### Donne
| Evento                          | Oro                                                       | Argento | Bronzo |  |
| Fioretto                        |                                                           | | |  |
| Fioretto individuale (dettagli) | Irene Camber                                              | Renée Garilhe                                                                                               | Ilse Keydel                                                                                                  |  |
| Fioretto a squadre (dettagli)   | Ungheria Ilona Elek Margit Elek Katalin Kiss Magda Zsabka | Francia Kate Bernheim Renée Garilhe Raymonde Pécheux Marguerite Lavagne Françoise Mailliard Régine Veronnet | Italia Irene Camber Velleda Cesari Alberta Lorenzoni Jenny Zanelli Silvia Strukel Bruna Colombetti-Peroncini |  |

## Medagliere
| Posizione | Nazione        |   |   |   | Totale |
| --------- | -------------- | - | - | - | ------ |
| 1         | Ungheria       | 4 | 2 | 2 | 8      |
| 2         | Italia         | 2 | 3 | 3 | 8      |
| 3         | Francia        | 2 | 3 | 0 | 5      |
| 4         | Germania Ovest | 0 | 0 | 1 | 1      |
| 4         | Polonia        | 0 | 0 | 1 | 1      |
| 4         | Svizzera       | 0 | 0 | 1 | 1      |
| Totale    | Totale         | 8 | 8 | 8 | 24     |